# Taurin
Taurin, ili 2-aminoetansulfonska kiselina, je organska kiselina. Ona je jedan od glavnih konstituenata žuči. Taurin se može naći u crevima i, u manjim količinama, u tkivima mnogih životinja, uključujući čoveka. Taurin je derivat sumpor-sadržavajuće (tiolne) aminokiseline cisteina. Taurin je jedna od malobrojnih sulfonskih kiselina za koje je poznato da se prirodno javljaju u živim organizmima.

## Istorija
Taurin je nazvan po latinskoj reči Taurus (koja je kognat grčke reči ταύρος) sa značenjem bik ili vo, pošto je on prvi put bio izolovan iz goveđe žuči 1827. godine od strane nemačkih naučnika Fridriha Tiedemana i Leopolda Gmelina. Striktno govoreći, on nije aminokiselina, jer mu nedostaje karboksilna grupa, ali se često svrstava među njih, čak i u naučnoj literaturi. Taurin sadrži sulfonatnu grupu i može se smatrati amino sulfonskom kiselinom. Identifikovani su mali polipeptidi koji sadrže taurin, mada do sad aminoacil tRNK sintetaza koja specifično prepoznaje taurin i ima sposobnost njegove inkorporacije u tRNK nije bila identifikovana.

## Biosinteza
Sinteza taurina se kod sisara odvija u pankreasu putem cistein sulfinske kiseline. U ovom putu, sulfhidrilna grupa cisteina se prvo oksiduje do cistein sulfinske kiseline enzimom cistein dioksigenaza. Cistein sulfinska kiselina, se zatim dekarboksiliše sulfinoalanin dekarboksilazom i formira hipotaurin. Nije jasno da li se hipotaurin spontano ili enzimatski oksiduje do taurina.

## Hemijska sinteza i komercijalna proizvodnja
Sintetički taurin se dobija iz isetionske kiseline (2-hidroksietanesulfonske kiseline), koja se priprema reakcijom etilen oksida sa vodenim rastvorom natrijum bisulfita. Alternativni pristup je reakcija aziridina sa sumporastom kiselinom. Tim putem direktno nastaje taurin.
Aproksimatno 5,000–6,000 tona taurina je proizvedeno 1993. godine za komercijalne svrhe; 50% za proizvodnju stočne hrane, 50% za farmaceutske namene.

## Literatura
- Carey, Francis A. (2006). Organic Chemistry (6th изд.). New York: McGraw Hill. стр. 1149. ISBN 978-0-07-282837-5. „Amino acids are carboxylic acids that contain an amine function.” Непознати параметар |orig-date= игнорисан (помоћ)